# Die drei Musketiere (1993)
Die drei Musketiere ist ein Mantel-und-Degen-Film aus dem Jahr 1993 von Regisseur Stephen Herek, dessen Handlung auf dem gleichnamigen Roman von Alexandre Dumas basiert.

## Handlung
Frankreich, im Jahr 1625: Der junge D’Artagnan aus der Gascogne will unbedingt Musketier werden und reitet nach Paris. Als er dort angekommen ist, fällt es ihm schwer zu akzeptieren, dass das Korps der Musketiere, die Leibwache Seiner Majestät König Louis’ XIII., durch den intriganten Kardinal Richelieu aufgelöst worden ist. Er legt sich sogar mit dreien der bekanntesten Musketiere – Aramis, Athos und Porthos – an und fordert sie zum Duell heraus. Doch bevor es dazu kommt, werden die vier von Soldaten des Kardinals überrascht.
Nach ihrem siegreichen Kampf trennen sich zunächst die Wege. D’Artagnan wird von Richelieus treuem Verbündeten Graf Rochefort festgenommen und in einen Kerker gesteckt. Dort belauscht D’Artagnan ein Gespräch zwischen dem Kardinal und einer unbekannten Frau, in dem klar wird, dass der Kardinal sich mit dem Herzog von Buckingham gegen den König verschwören will. Die Frau soll dabei als Unterhändlerin nach London reisen. D’Artagnan wird von Rochefort beim Belauschen ertappt, und als er sich weigert zu kooperieren, will Richelieu ihn hinrichten lassen. Die drei Musketiere können jedoch D’Artagnan rechtzeitig retten und machen sich mit ihm auf den Weg, die Unterhändlerin abzufangen.
Auf dem Weg zum Hafen von Calais werden die Vier von den Schergen des Kardinals angegriffen und müssen sich trennen. D’Artagnan kann als Einziger die Reise fortsetzen, wird aber völlig erschöpft von der Unterhändlerin aufgefunden, die ihn mit nach Calais nimmt. Dort stellt sich heraus, dass die Frau einst Athos’ Ehefrau war, sich aber von nun an Milady nennt. Athos war von ihrem Tod überzeugt, da sie als Mörderin hätte hingerichtet werden müssen. Am Hafen wendet sich das Blatt für Milady, nachdem die drei Musketiere wieder dazustoßen, ihre Wächter besiegen und sie gefangen nehmen. Vor ihrer Hinrichtung verrät Milady Athos noch, dass der Kardinal einen Anschlag auf den König in zwei Tagen zu den Geburtstagsfeierlichkeiten plant. Anschließend springt sie von einer Klippe.
Bei den Feierlichkeiten kommt es zum Showdown. D’Artagnan schafft es rechtzeitig, den tödlichen Schuss eines Scharfschützen auf den König zu vereiteln. Daraufhin kämpfen Athos, Porthos und Aramis – unterstützt von den restlichen Musketieren – gegen die Wachen des Kardinals. Sie gewinnen die Oberhand und folgen dem Kardinal in die unterirdischen Katakomben des Palasts, wo sie seinem Treiben letztlich ein Ende setzen. Währenddessen duelliert sich D’Artagnan mit Rochefort, der sich ihm als Mörder seines Vaters offenbart hat. Dank der Hilfe von Constance, der Dienerin der Königin, gelingt es ihm, Rochefort zu töten.
Am Ende werden die Musketiere für ihre Tapferkeit geehrt, und D’Artagnan wird vom König zum Musketier geschlagen.

## Hintergrund
Gedreht wurde an verschiedenen Orten in Österreich (Niederösterreich (Perchtoldsdorf, Schloss Petronell, Leobendorf, Burg Kreuzenstein, Burg Liechtenstein, Hinterbrühl, Maria Enzersdorf, Retzer Windmühle), das Burgenland (Markt Sankt Martin) und Wien bildeten die Kulissen Frankreichs zur Zeit der Musketiere); ein weiterer Drehort war England.
Teile der Seegrotte in der niederösterreichischen Marktgemeinde Hinterbrühl, ungefähr 15 km südlich von Wien, das heute als Schaubergwerk dient, waren ebenfalls Schauplatz des Films.
Einige Szenen wurden in Perchtoldsdorf gedreht, wo Rebecca De Mornay einst die Schule besuchte.
Da Österreich topografisch mit einem solchen Ambiente nicht dienen konnte, wurden die Küstenszenen in England gedreht.
Für den Part des D’Artagnan waren zunächst Brad Pitt und Johnny Depp angedacht, die jedoch beide ablehnten. Als Kardinal Richelieu war eigentlich Gary Oldman vorgesehen.
Der Film kam zunächst mit einer Altersfreigabe ab 16 Jahren nach Deutschland. Im Oktober 2019 wurde diese nach einer Neuprüfung dann jedoch auf 12 Jahre herabgesetzt.

## Synchronisation
| Rolle                | Darsteller        | Synchronsprecher  |
| -------------------- | ----------------- | ----------------- |
| Aramis               | Charlie Sheen     | Benjamin Völz     |
| Athos                | Kiefer Sutherland | Jan Odle          |
| D’Artagnan           | Chris O’Donnell   | Philipp Moog      |
| Porthos              | Oliver Platt      | Reinhard Brock    |
| Kardinal Richelieu   | Tim Curry         | Thomas Fritsch    |
| Lady Sabine DeWinter | Rebecca De Mornay | Simone Brahmann   |
| Girard/Jussac        | Paul McGann       | Christian Tramitz |

## Auszeichnungen
Bryan Adams, Rod Stewart und Sting erhielten jeweils eine Nominierung für den MTV Movie Award für den Besten Filmsong, All for Love. Zudem wurde Chris O’Donnell für die Goldene Himbeere als Schlechtester Schauspieler nominiert.
Die Deutsche Film- und Medienbewertung FBW in Wiesbaden verlieh dem Film das Prädikat „besonders wertvoll“.

## Kritiken
„Gibt es eigentlich einen triftigen Grund, noch eine Version von ‚Die drei Musketiere‘ zu drehen? Die Aufgabe eines neuen Filmes wäre es, uns davon zu überzeugen, dass die Antwort ‚ja‘ lauten müsste – was dieser Film jedoch nicht macht. Es hat wohl großen Spaß gemacht […], den Film zu drehen, ihn anzusehen macht jedoch keinen. Er besteht nur aus Sound und Energie ohne jeden Plan oder Bedeutung.“

„Viel Tempo, wenig Eleganz.“

„Restaurative Neuverfilmung des Abenteuerromans, die den patriotischen Heldenmut der Leibgardisten ohne Witz und Distanz reproduziert.“

„[…] mit bombastischem Aufwand auf Zelluloid gestemmt.“